# 江田島町中央
江田島町中央（えたじまちょうちゅうおう）は、江田島市江田島町の地名。住居表示の際に生まれた地名で、江田島町中央1–5丁目がある。
平成の大合併以前は江田島町役場が置かれるなど、江田島の中心地にあたる。

## 地理
江田島の中央部、江田島湾側にある。海上自衛隊第1術科学校（国有無番地）が江田島湾岸の大部分を占め、4–5丁目のみ江田島湾に面する。湾岸沿いに南へ行くと江田島町鷲部があり、西へ行くと江田島町宮ノ原がある。小用峠を介して東に江田島町小用がある。
北に古鷹山がある。
本浦川沿いの北側に中郷、南側に向側、江田島湾沿いに矢ノ浦、本浦川の南の谷に山田の集落がある。各集落で自治会を組織しており、住居表示実施後も集落の名を冠している。

## 歴史
かつて本浦および山田と呼ばれた土地である。
正徳の頃、本浦では集落の形成に伴って中郷、向側などの地名がおこった。
1888年に海軍兵学校が東京築地から江田島の本浦に移転した。
1889年4月に町村制が実施されて江田島村が成立し、中郷、向側、矢ノ浦、山田もこれに属した。村内は中郷、向側、矢ノ浦、山田を含む12区に分かたれ、各区に区長と区長代理が置かれた。この村の下に置かれた区は1946年9月の町村制の改正で廃されている。
1951年10月1日から江田島村は江田島町となった。
1956年1月に海上自衛隊術科学校（後に海上自衛隊第1術科学校に改称）が江田島の海軍兵学校跡に移転した。
1996年に住居表示が実施された。本浦（中郷・向側・矢ノ浦）と山田では集落の範囲を保ったまま地形や道路による境界を定めることが難しかったため、地元の同意を得てまとめて「中央」とされた。1月29日に1–3丁目が、2月5日に4–5丁目が成立した。無番地である海上自衛隊の敷地では住居表示は実施されていない。
2004年11月1日、江田島町外3町が合併して江田島市が誕生した。江田島町「中央」は江田島市「江田島町中央」に引き継がれた。

## 教育
江田島市立江田島小学校（中央）および江田島市立江田島中学校（小用）の校区内である。

## 交通

### 道路

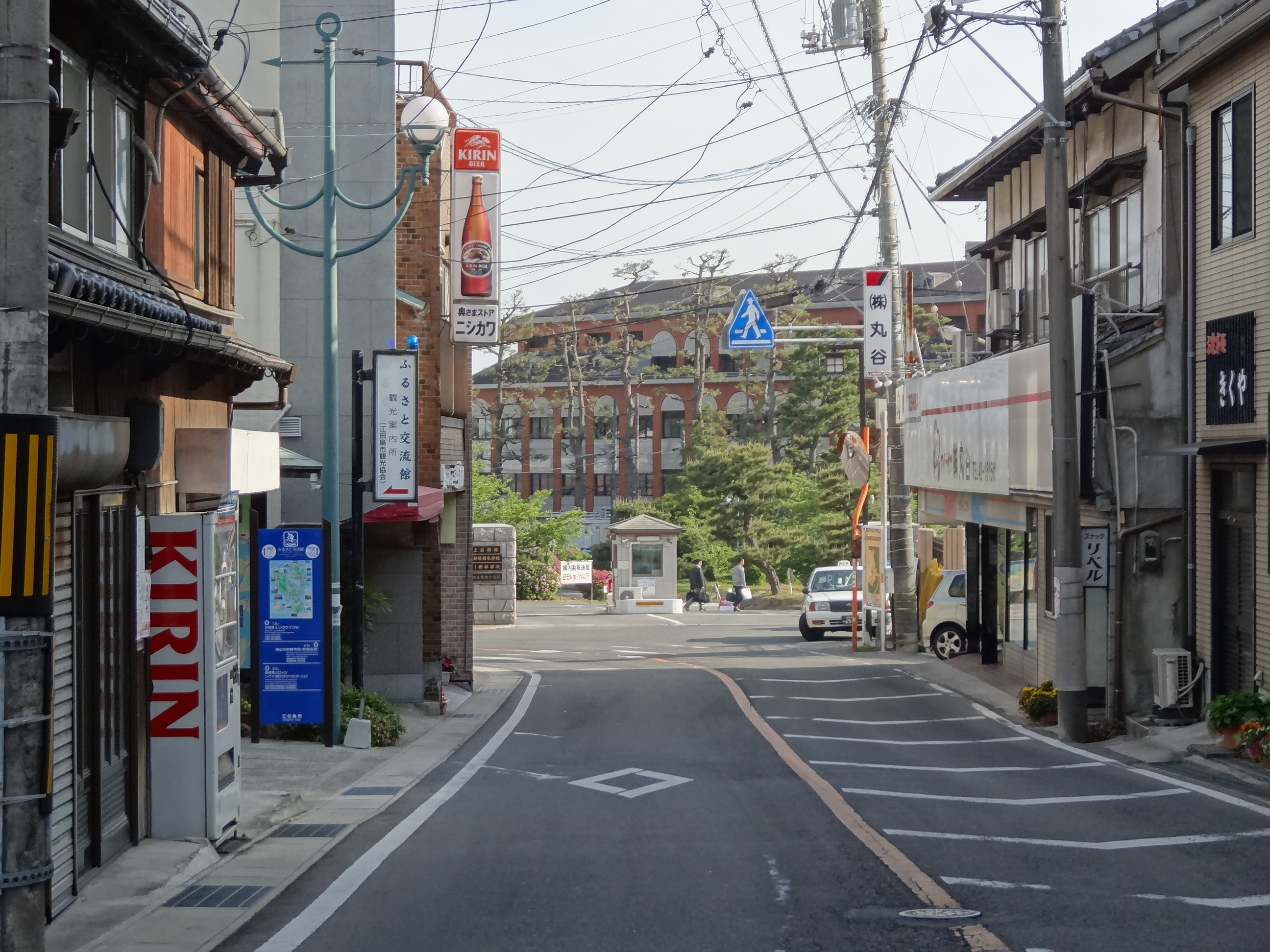
第1術科学校前を通る県道44号江田島大柿線（2014年）

宮ノ原から小用に向けて国道487号が通る。宮ノ原と中郷の間は太平洋戦争中に大日本帝国海軍によって着工され、戦後になって江田島町により開通したものである
鷲部方面へ広島県道44号江田島大柿線が通じている。

## 産業

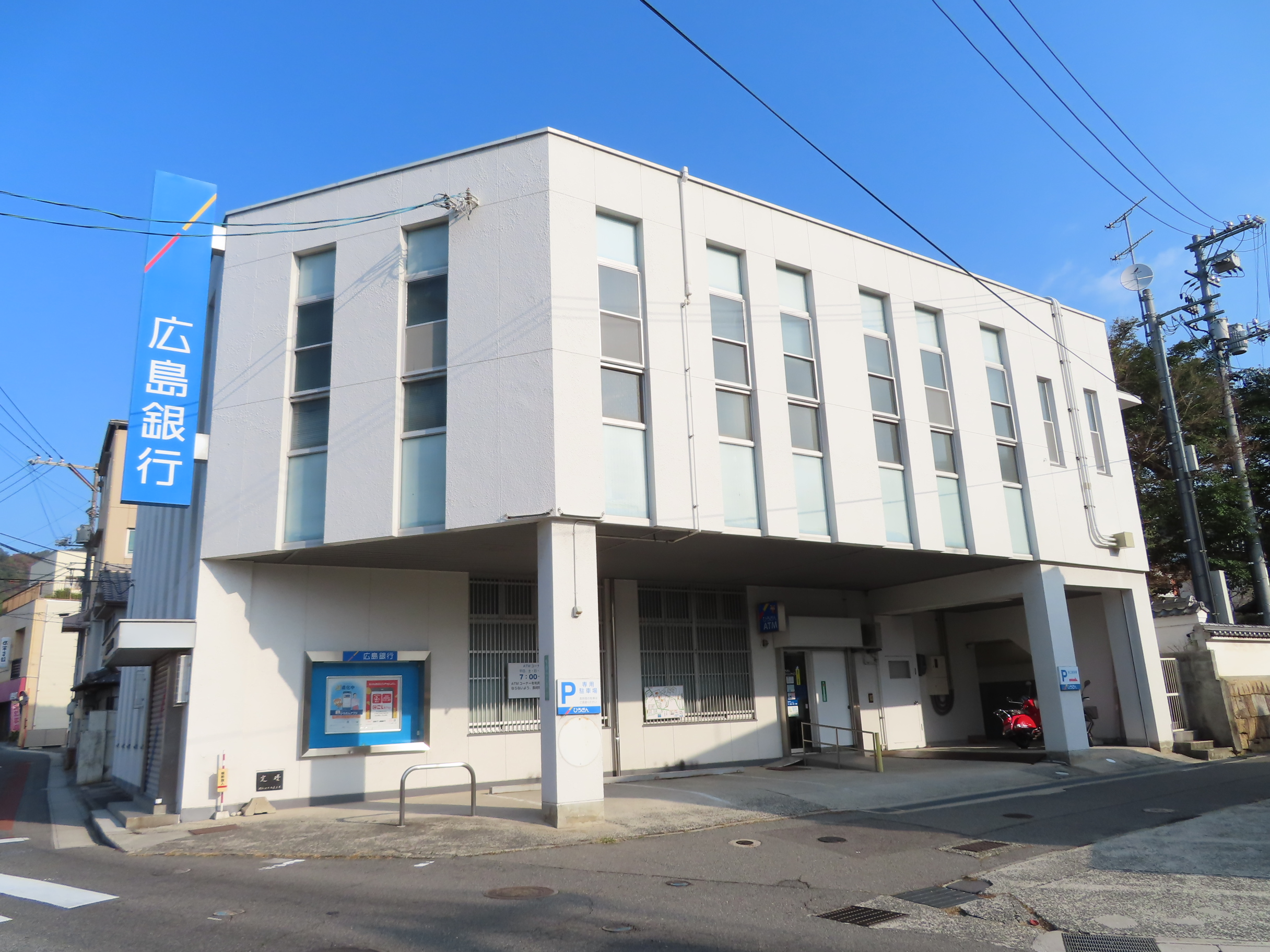
広島銀行江田島支店

### 商業
- 広島銀行江田島支店 - 1888年、江田島銀行として創立[13]。1920年に藝備銀行となる[14]。
- もみじ銀行江田島支店 - 1963年、呉相互銀行江田島支店として開設[15]。

## 参考資料
- 江田島町役場 編『江田島町史』江田島町役場、1958年3月25日。NDLJP:3008439。
- 江田島町 編『江田島町史』江田島町、1982年3月20日。NDLJP:9774000。
- 「角川日本地名大辞典」編纂委員会 編『角川日本地名大辞典』 34巻《広島県》、角川書店、1987年3月8日。ISBN 4-04-001340-9。
- 江田島町史編さん審議会 編『江田島町史』江田島町、2001年10月1日。
- 「確認された合併協定項目」『明日へのかけはし』第20号、江田島町・能美町・沖美町・大柿町合併協議会、2004年6月。2022年7月30日閲覧。